# Vignone
Vignone (piemontiul: Vijon vagy Vignon) település Olaszországban. Lakosainak száma 1195 fő (2023. január 1.). Vignone Arizzano, Bee, Cambiasca, Caprezzo, Intragna, Premeno és Verbania községekkel határos.

## Népesség
A település népességének változása:
| Lakosok száma | 1206 | 1192 | 1195 |
|               | 2017 | 2018 | 2023 |